# Дом Рутгерса
Дом Ру́тгерса (Дом управляющего Кемеровским рудником) — здание 1916 года постройки в Рудничном районе Кемерова. Располагается на территории музея-заповедника Красная Горка по адресу ул. Красная Горка, 17. Получило название по имени Себальда Рутгерса, возглавлявшего Автономную индустриальную колонию «Кузбасс» и проживавшего в доме в 1922—1925 годах.
C 2001 года в реконструированном здании работает музей истории Кемерова и угольной промышленности Кузбасса. С 2007 года здание включено в перечень объектов культурного наследия Кемеровской области.

## История
Здание на «горелой горе» строилось в 1916 году неизвестным архитектором на средства акционерного общества «Копикуз». В строительстве принимали участие военнопленные австро-венгры. Первым жителем дома был управляющий Кемеровским рудником В. Н. Великорецкий, также в доме останавливался директор-распорядитель общества И. И. Федорович.
Здание было первым каменным сооружением на руднике и единственным домом, снабжённым водопроводом, канализацией и электричеством. Из-за облицовки стен пластами необработанного песчаника здание получило в народе название «Каменный дом».
В 1922 году всё имущество Копикуза было передано образованной здесь же Автономной индустриальной колонии «Кузбасс». С этого года в доме поселился руководитель колонии Себальд Рутгерс, имя которого со временем закрепилось за зданием. Дом также служил жильём для других приезжавших иностранных специалистов и их семей. В частности, в доме в разное время проживали главный инженер рудника Альфред Пирсон, архитектор Йоханесс Бернардус ван Лохем, секретарь колонии Рут Кеннелл, управляющий делами колонии Яков Голос.

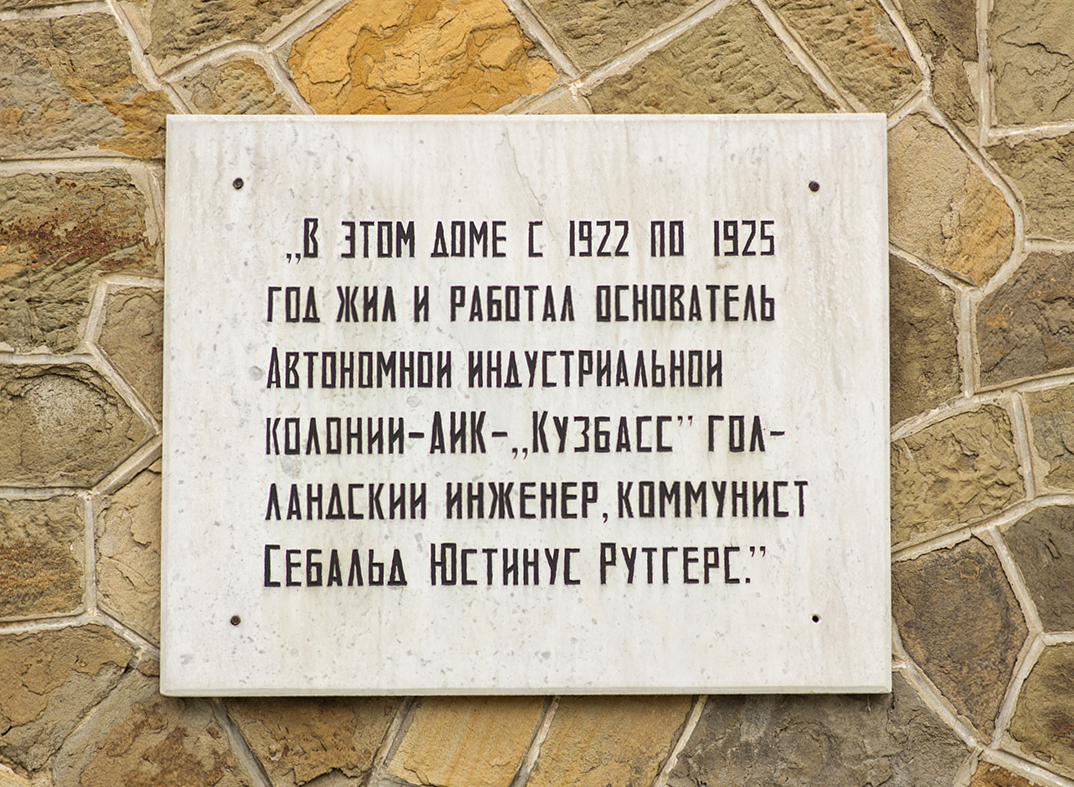
Памятная табличка на Доме Рутгерса

В годы Великой Отечественной войны в доме Рутгерса располагался штаб воинской части, осуществлявшей охрану работавших на руднике военнопленных. После войны здание в разные периоды использовалось в качестве гостиницы, кинотеатра и административного здания. В начале 1950-х годов здесь располагалась музыкальная школа, ставшая первой на территории правобережного Кемерова, позднее в здании располагался Дом техники с библиотекой. С 1958—1962 годах здание занимал институт «Кузбассгипрошахт», в 1962—1989 годах в нём находился детский сад.
В 1988—1990 годах был разработан проект реставрации здания, подвергшийся корректировке в 1992—1993 годах. Окончательный проект предусматривал перестройку здания под музей. 25 августа 2001 года в реконструированном здании была открыта экспозиция, посвящённая истории Кемерова и угольной промышленности Кузбасса. В октябре 2001 года с участием посла Нидерландов в России Тиддо Хофстее перед домом Рутгерса состоялось торжественное открытие памятной таблички, посвящённой основателям АИК «Кузбасс». На табличке нанесена надпись «В этом доме с 1922 по 1925 год жил и работал основатель Автономной индустриальной колонии АИК „Кузбасс“ голландский инженер, коммунист Себальд Юстинус Рутгерс».
После открытия в 2003 году монумента «Память шахтёрам Кузбасса» с места его расположения к зданию музея перенесли обелиск, установленный в честь 50-летия Кемеровского рудника.
20 декабря 2007 года постановлением коллегии Администрации Кемеровской области здание было включено в перечень объектов культурного наследия Кемеровской области.

## Архитектура
Одноэтажное здание с мансардой имеет прямоугольный план с длиной 43,5 м и шириной 18,5 м. С северо-западной стороны к объёму здания примыкает полуовальная терраса, в первоначальной планировке представлявшая собой остеклённую веранду. Двойной портик северо-западного фасада имеет в качестве опор каменные столбы квадратного сечения. Парадный вход с треугольным фронтоном опирается на колонну и пилястры на стенах и примыкает к ризалиту главного северо-восточного фасада, делая его асимметричным. На террасе находится летний вход в здание. Юго-западный фасад, фланкированный двумя ризалитами, выходит на Томь. Ризалиты завершают треугольные фронтоны с полукруглыми слуховыми окнами.
Наружные стены здания выложены неправильной формы природным камнями из песчаника охристых оттенков. Колонны, пилястры и стены цоколя здания оформлены глубокой рустовкой, характерной для построек Копикуза. Окна выделены бетонными наличниками.
Планировка помещений имеет характерную для начала XX века анфиладную схему с выделением жилой и хозяйственной зон. Внутренние стены выполнены из кирпича, перегородки — из дерева. Подвал имеет сводчатое железобетонное перекрытие. Кровля скатной крыши выполнена из стали.
Архитектурный стиль здания представляет собой сочетание элементов неоклассики (портики и ризалиты с фронтонами) и модерна (асимметрия объёмов, отсутствие канонического ордера и применение одновременно кладки из природного камня и монолитных блоков).

## Галерея

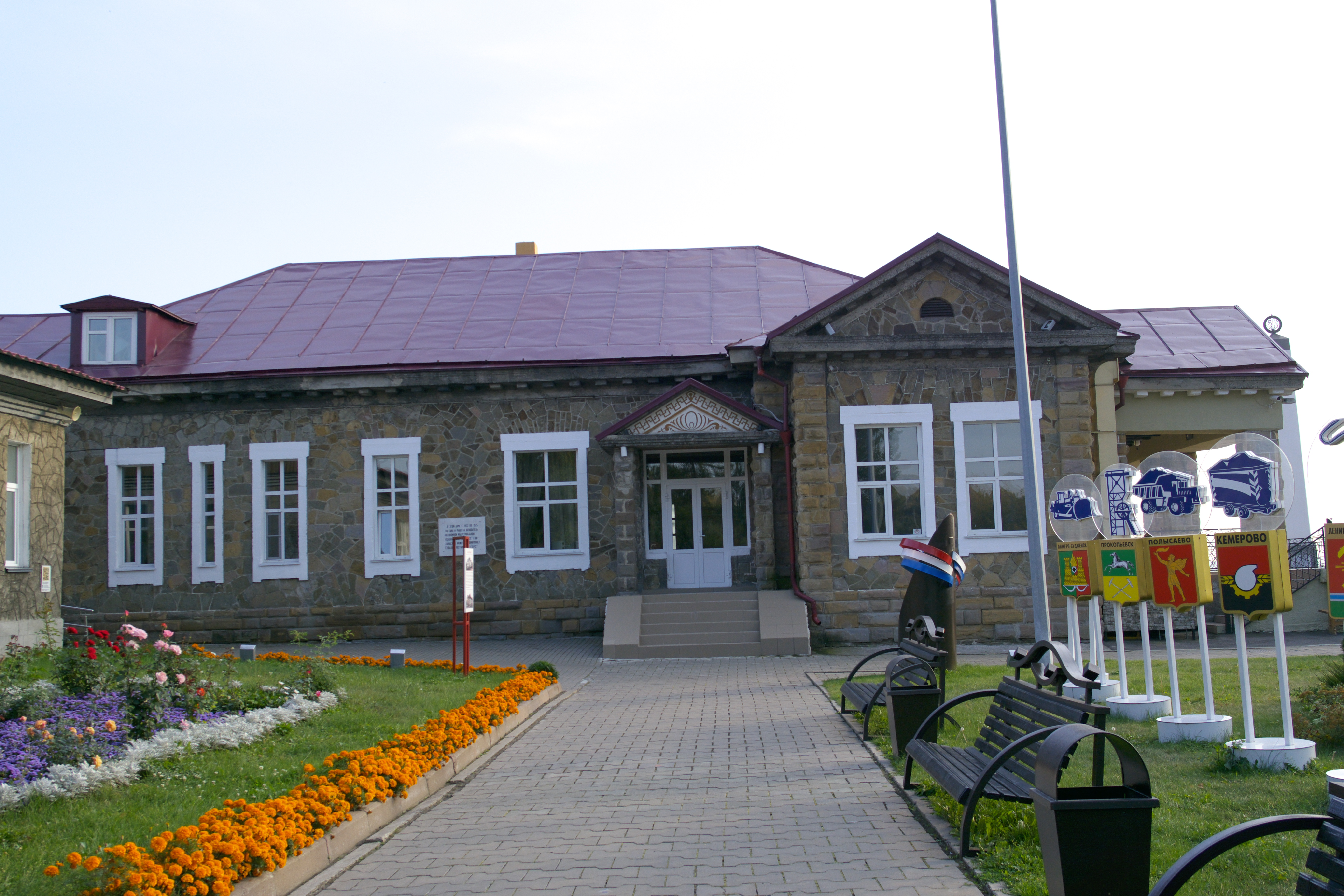
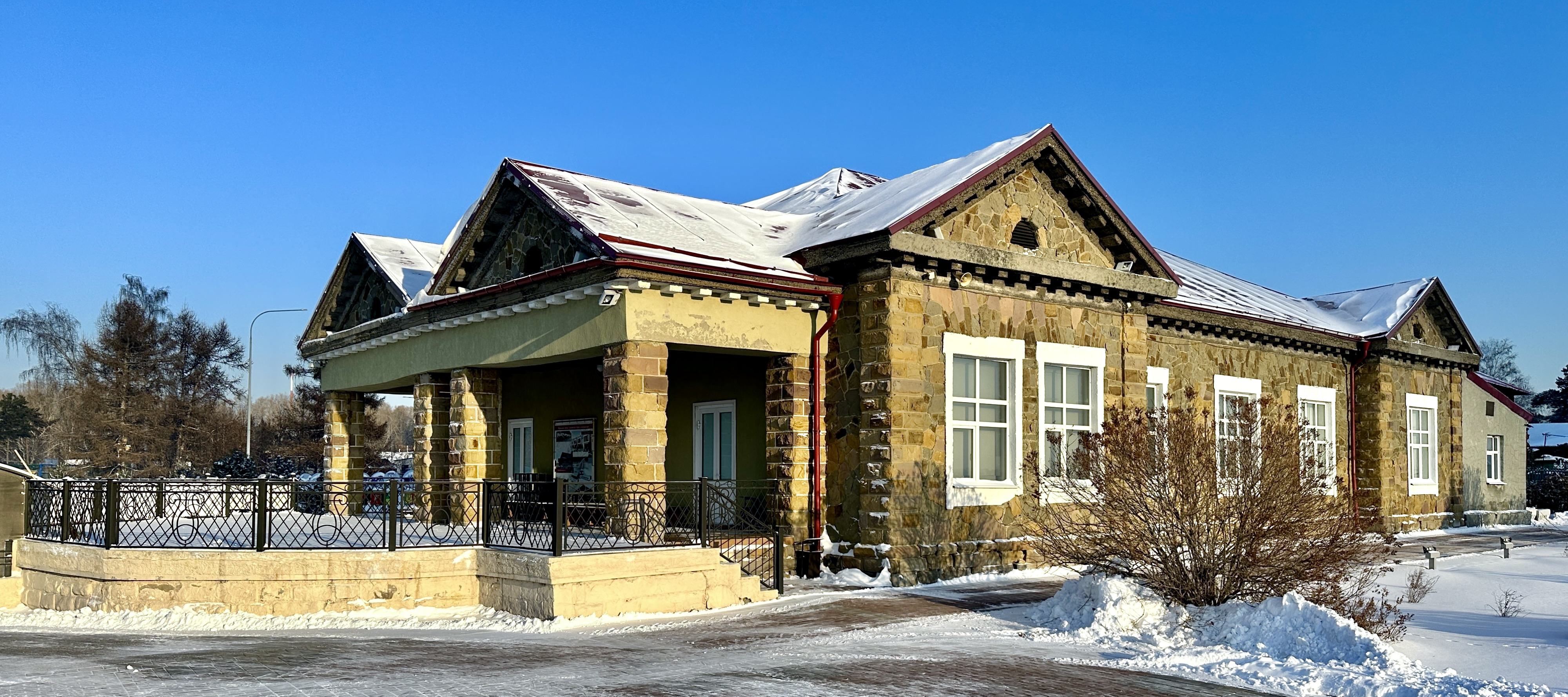
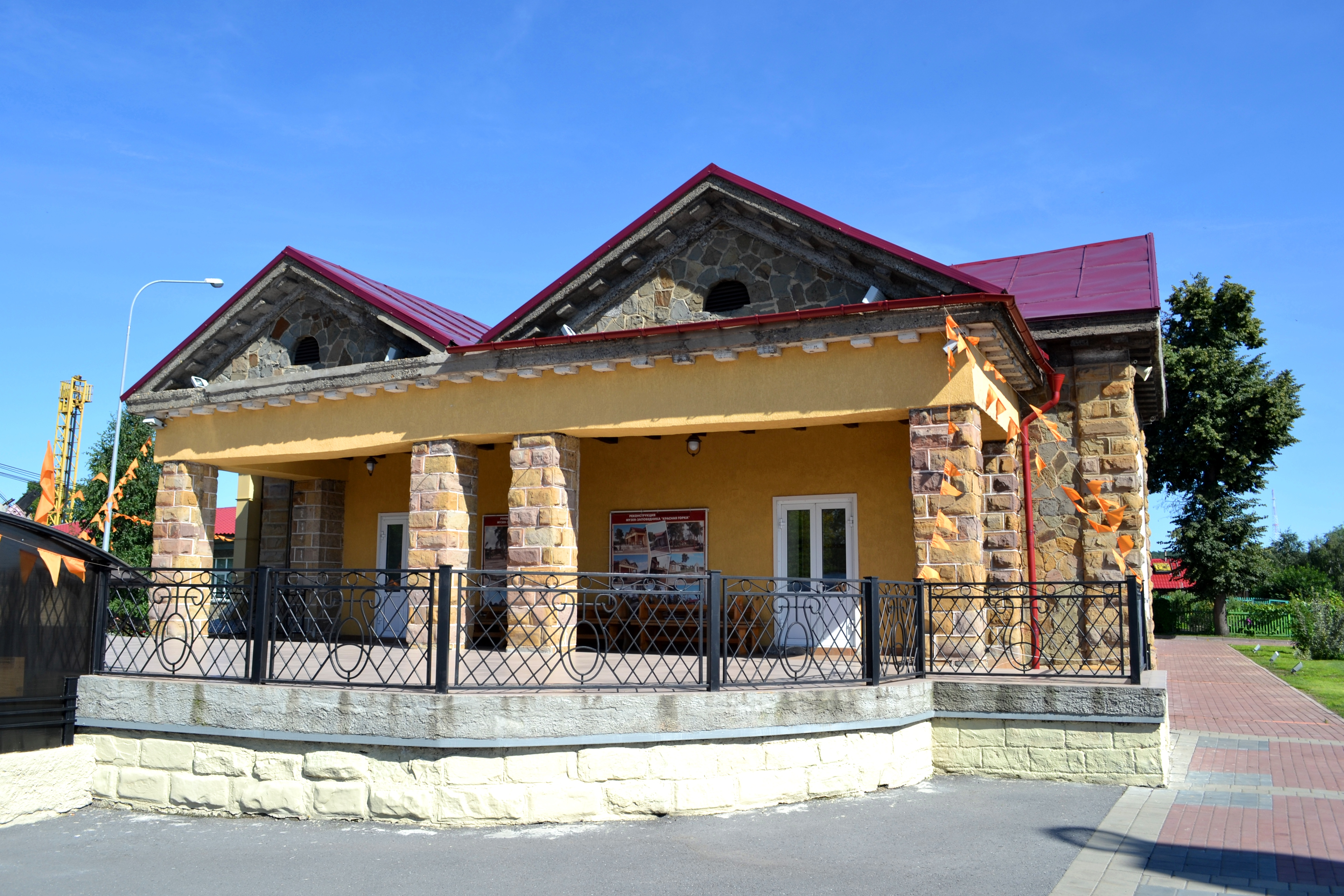
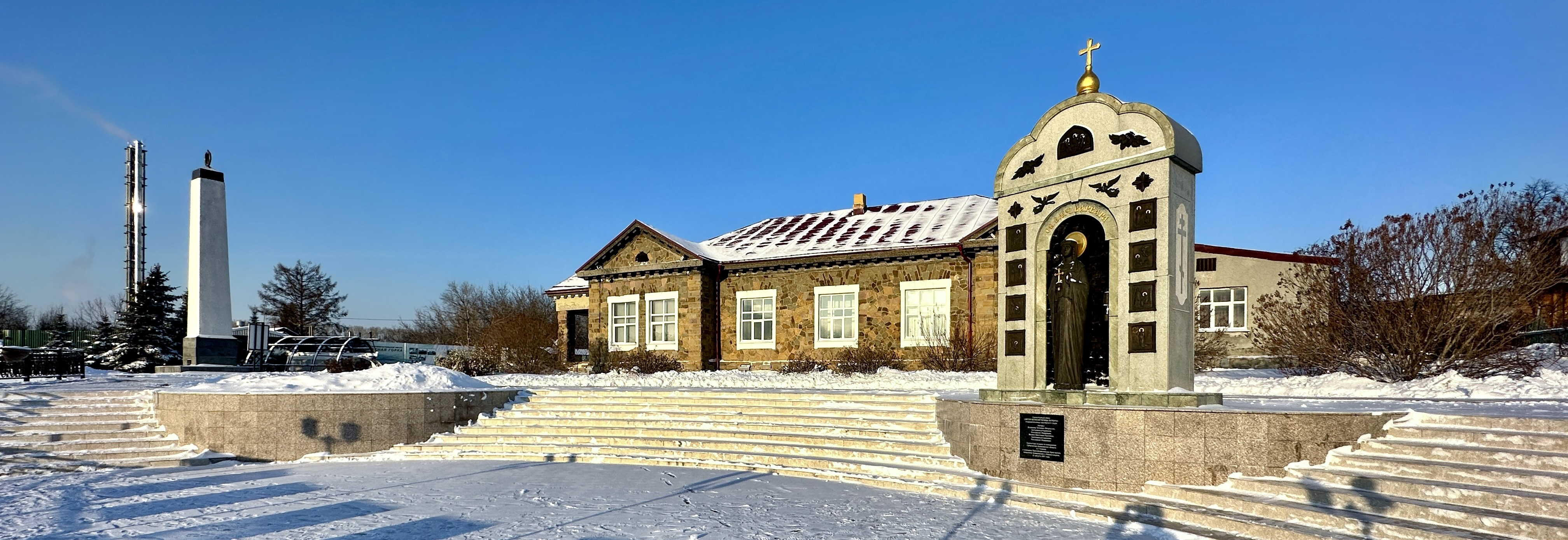

Музей истории Кемерова и угольной промышленности Кузбасса
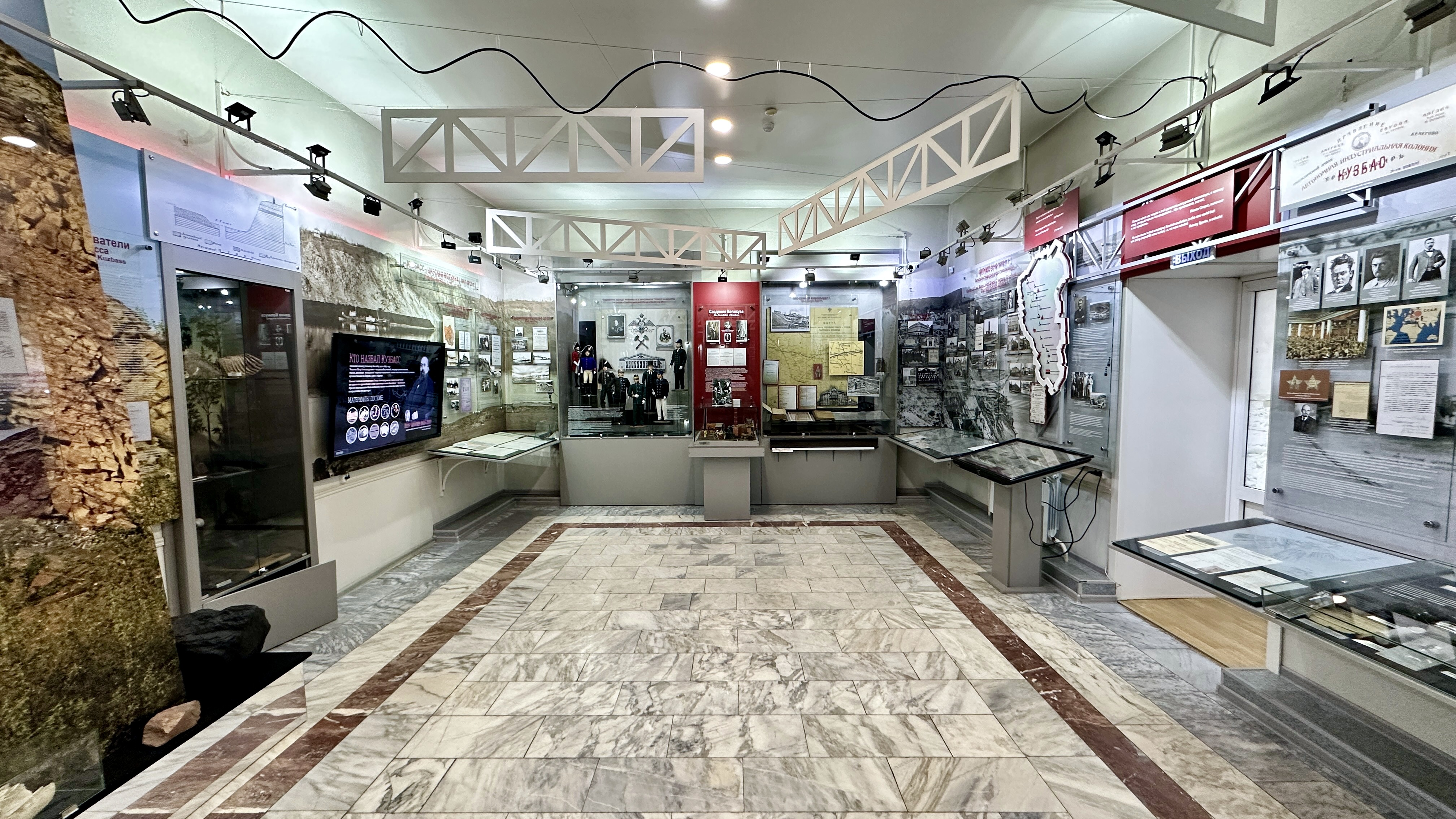
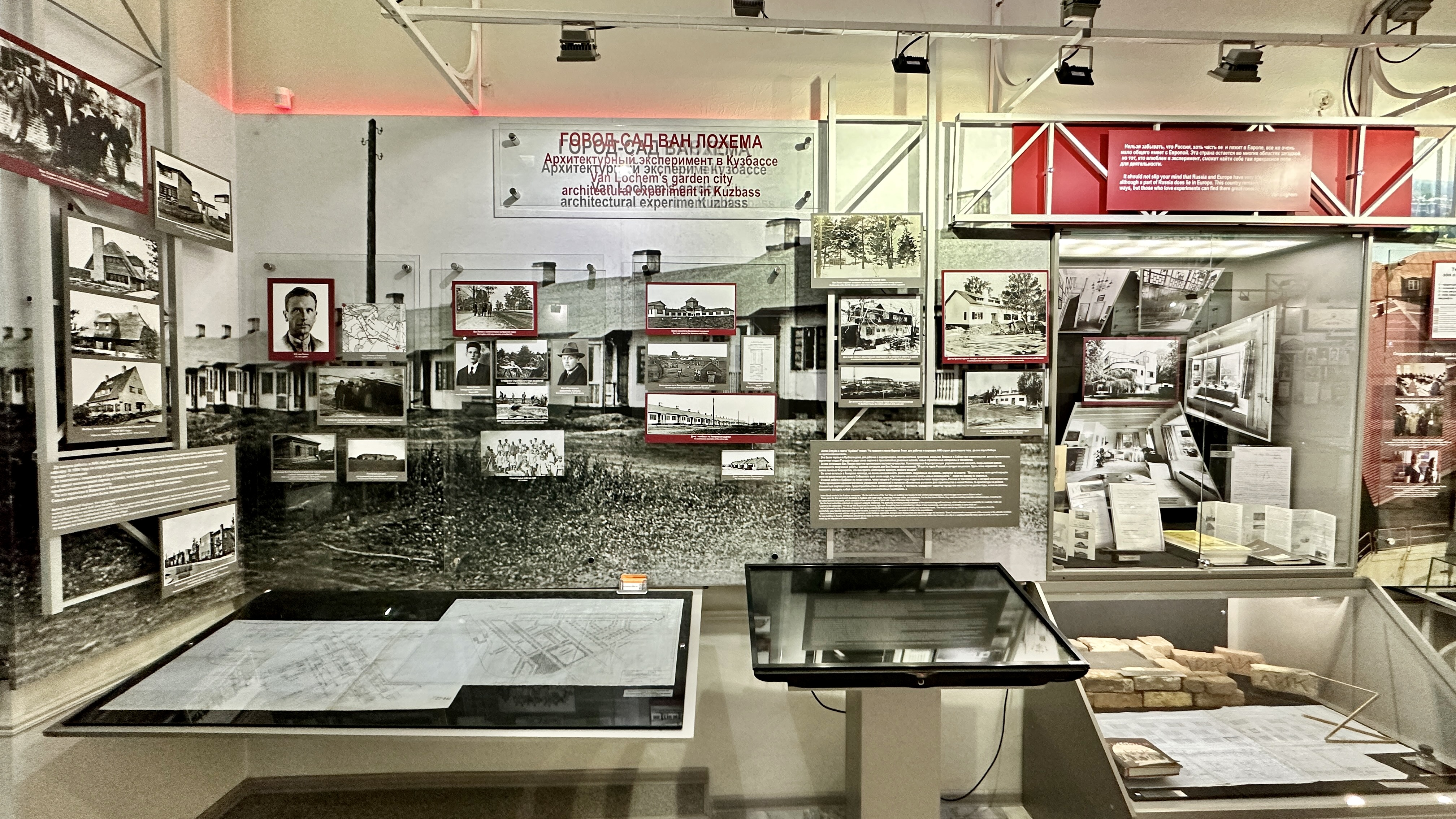
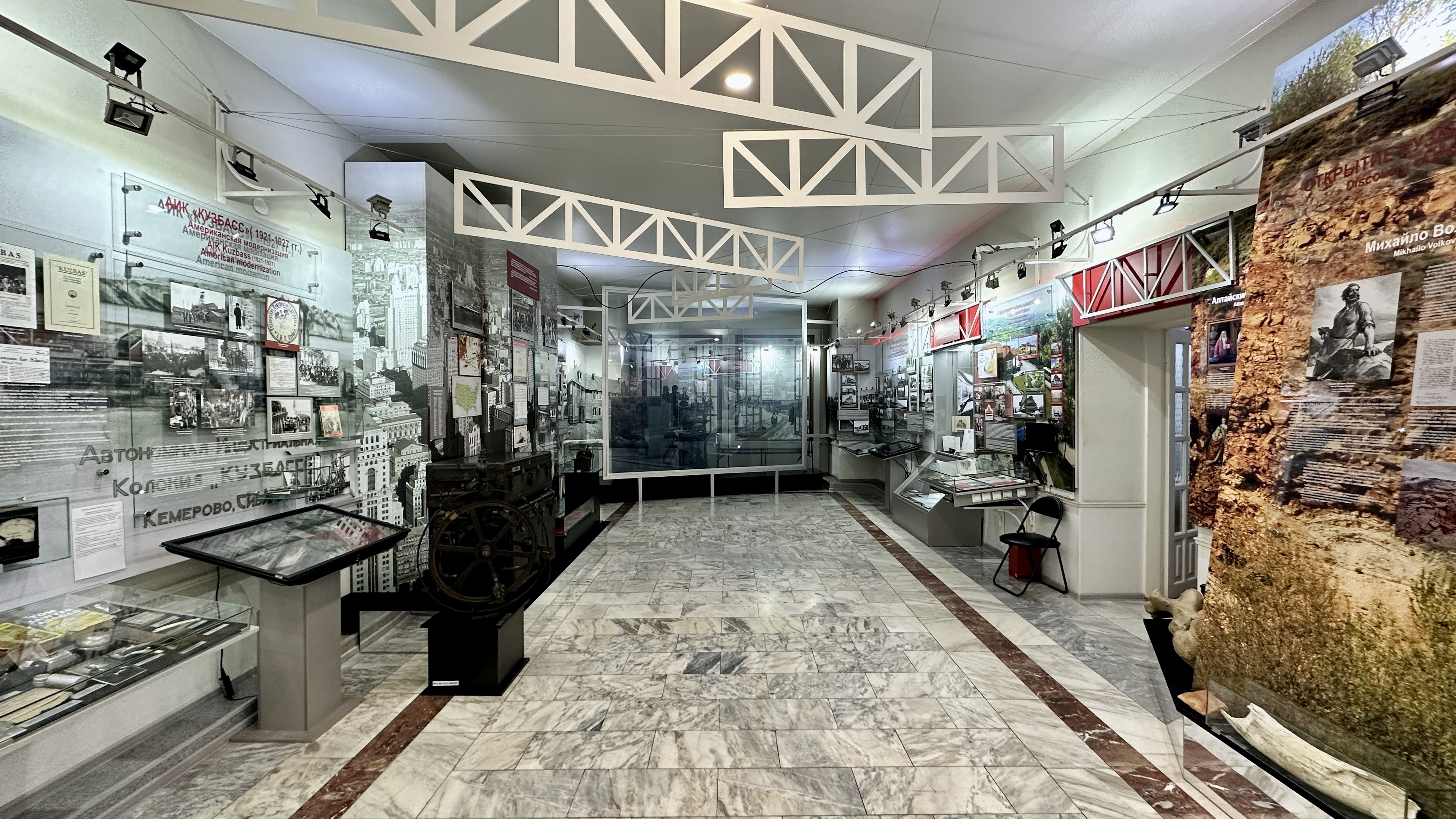
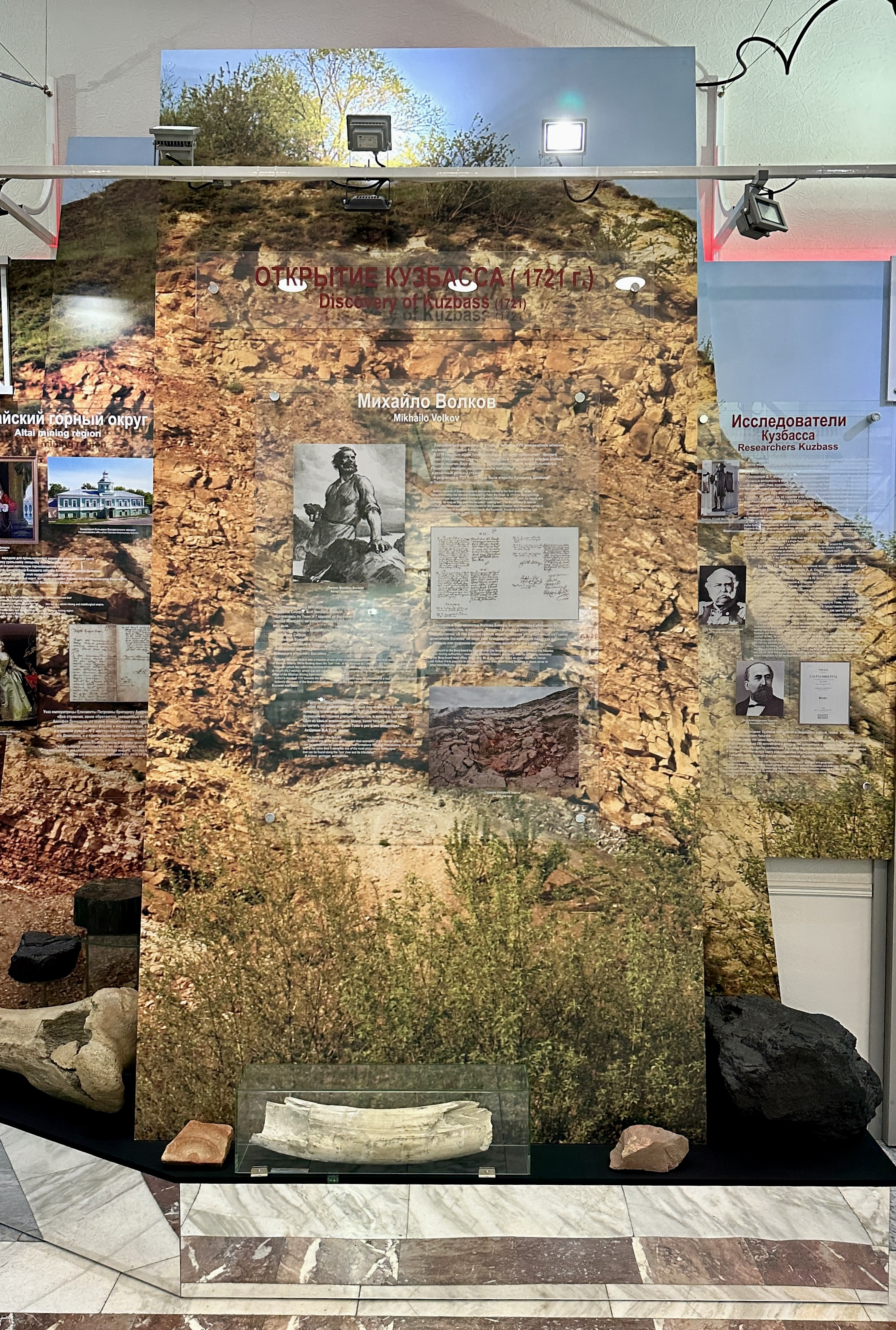
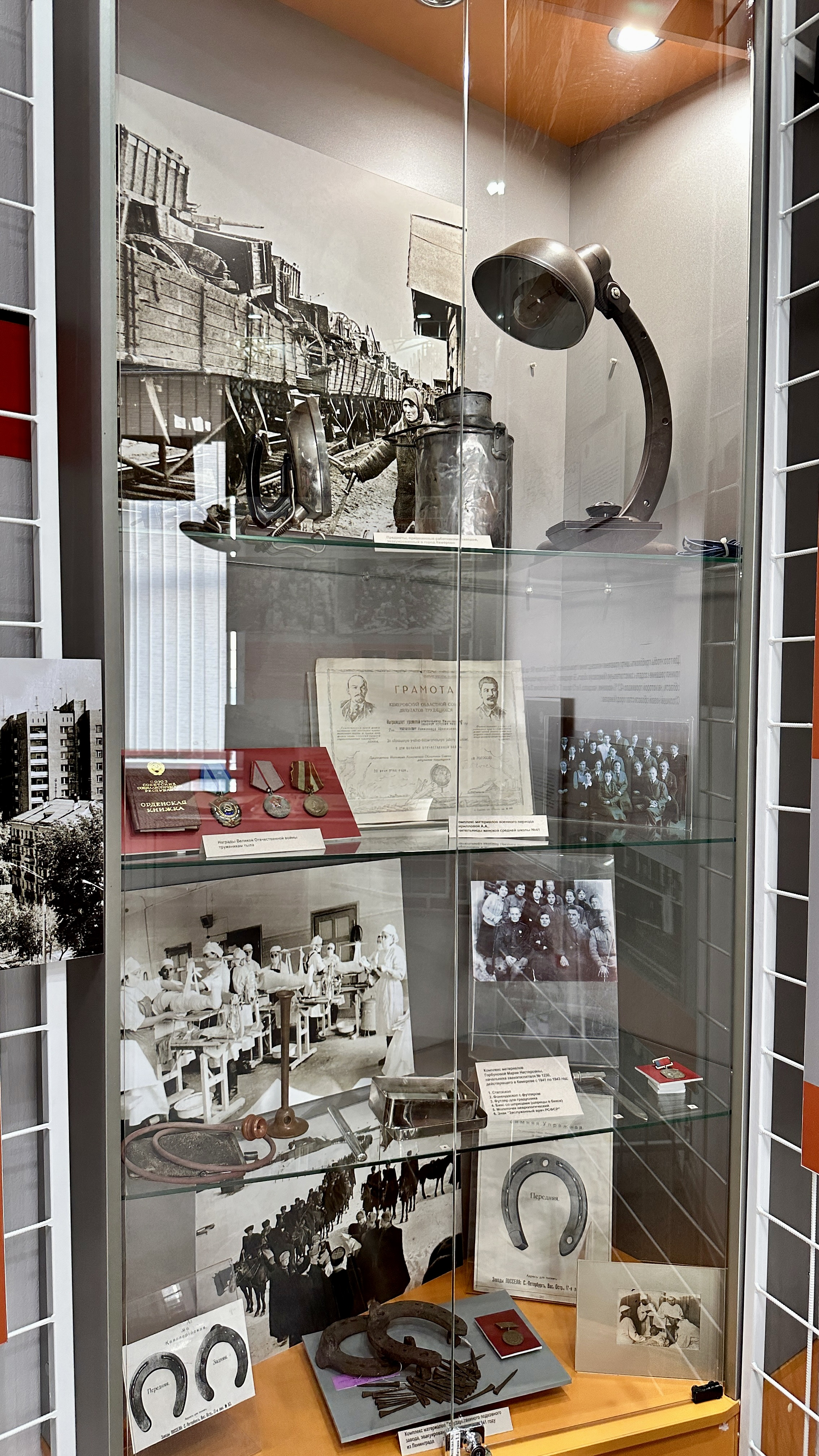
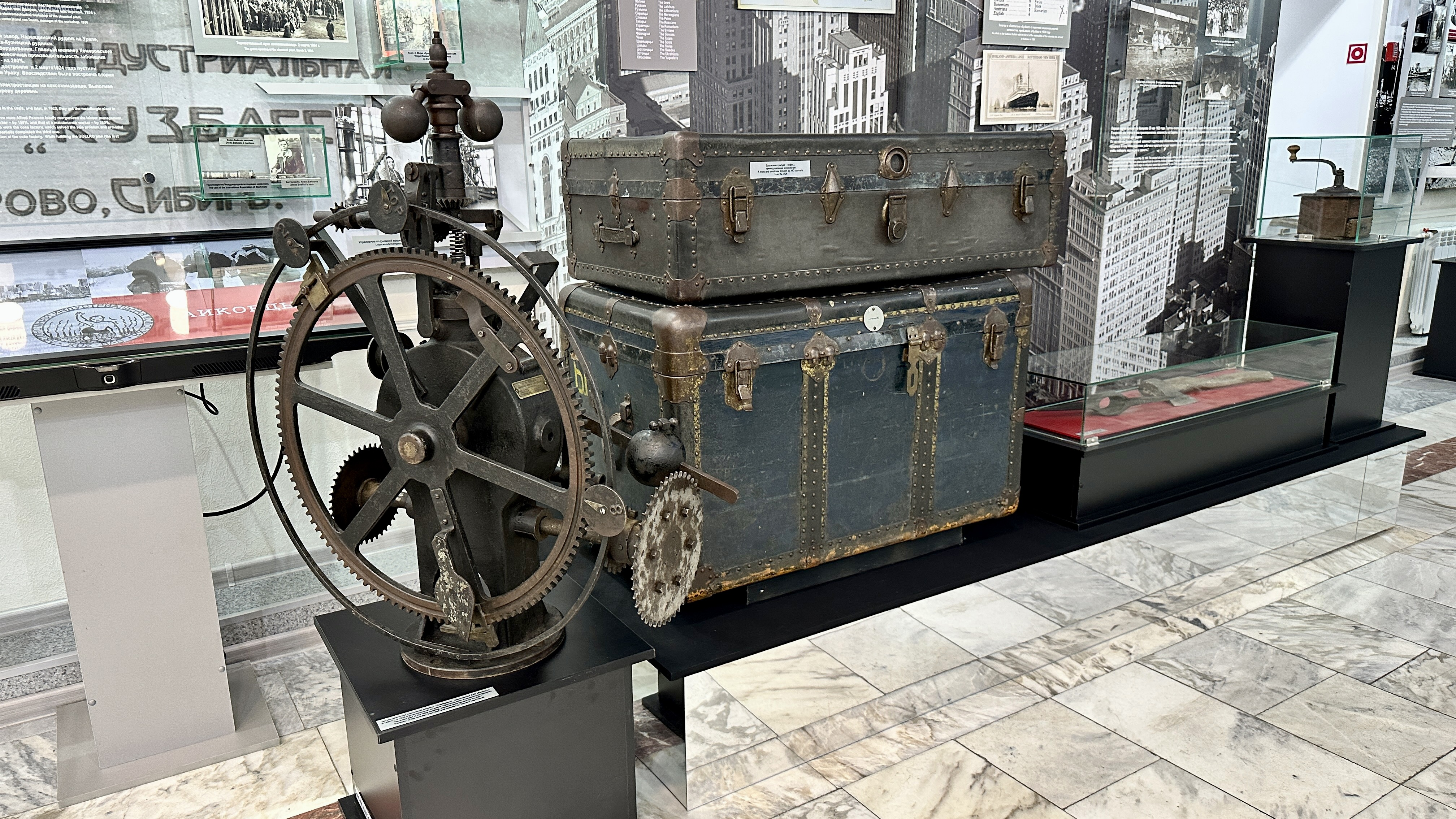
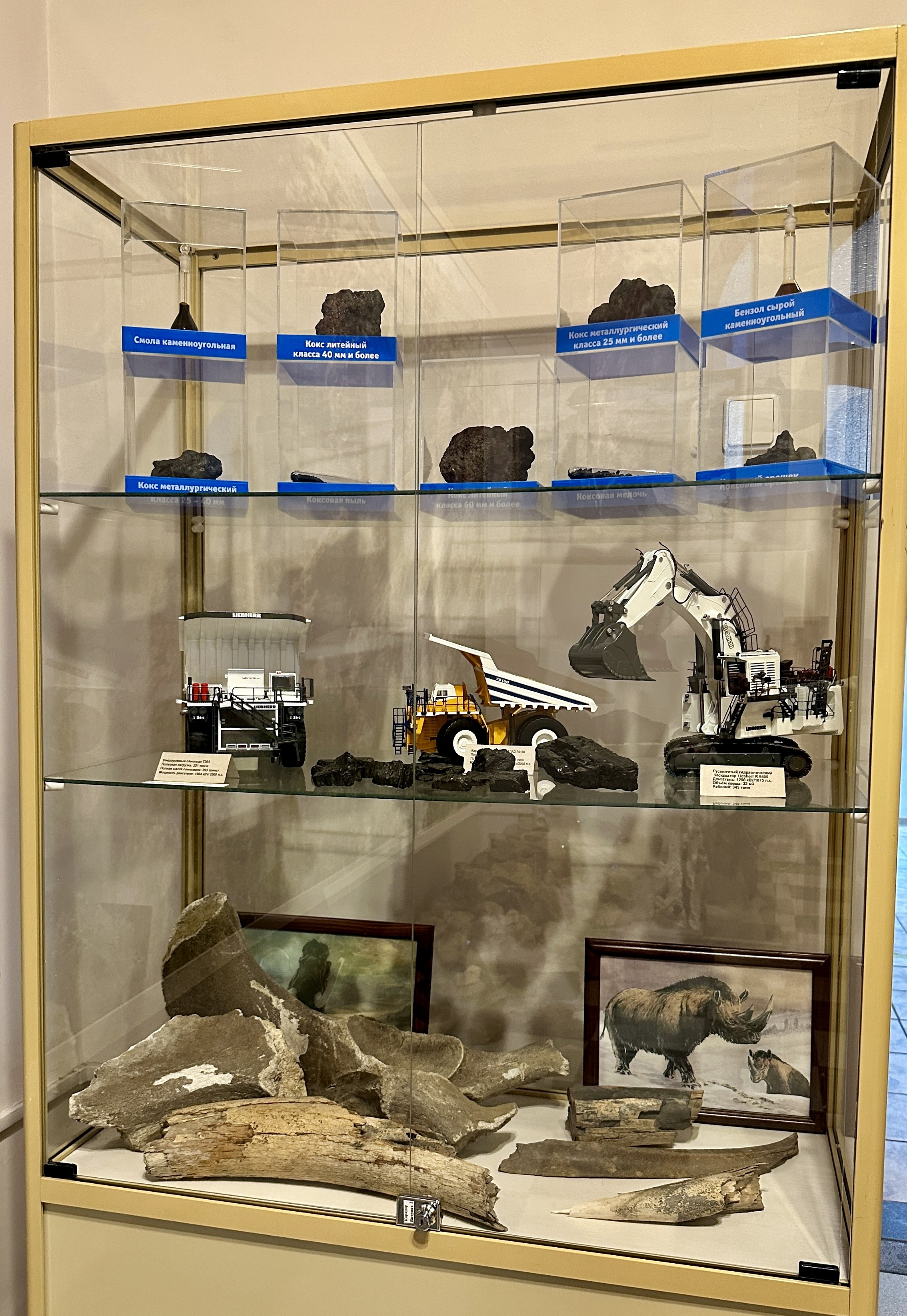